# Ängla Pändel
Ängla Ida Henrietta Pändel, född Eklund den 13 november 1989, är en svensk jurist.
Pändel används som expert i media i frågor om juridik på internet, såsom i diskussionerna kring näthat, hämndporr, förtal och GDPR.
Pändel är (2020) ordförande för den ideella föreningen Institutet för Juridik och Internet (IJI), som hon driver med Mårten Schultz. Hon har bland annat varit redaktör för boken Rättsfallssamling i rättsinformatik: 2018/19.

## Biografi
Pändel gick i high school i Ithaca, USA, 2003–2005, och studerade därefter juridik vid Stockholms universitet. 2015–2017 var hon amanuens för kurser i bland annat rättsinformatik, IT-rätt och medierätt. 2015 blev hon också ordförande och verksamhetschef för Institutet för Juridik och Internet. I den rollen utbildar hon och håller föredrag, samt fungerar som presskontakt och debattör.
2016 blev hon expert och styrelseledamot för Surfa lugnt. Pändels examensarbete från 2017 hette "To legally block: a study examining geo-blocking and global blocking as methods to control Internet content".
Samma år blev hon anställd vid advokatfirman Delphi. Sedan 2019 är hon anställd vid Mannheimer Swartling Advokatbyrå. Hon är engagerad i Forum för dataskydd.